# The Son of Tarzan
The Son of Tarzan è un serial cinematografico muto del 1920 in 15 episodi, diretto da Arthur J. Flaven e Harry Revier.
Il soggetto è liberamente ispirato al personaggio del famoso romanzo d'avventura Tarzan delle Scimmie di Edgar Rice Burroughs del 1912 ed in particolare tratto dalla novella del 1915 Il figlio di Tarzan. Distribuito dalla National Film Corporation of America.
Come già in Tarzan of the Apes (1918), protagonista della prima parte del serial è ancora una volta l'attore bambino Gordon Griffith, ora nel ruolo del figlio di Tarzan (dopo aver ricoperto quello di "Tarzan bambino"). Al suo fianco è Mae Giraci nel ruolo della piccola Meriem.
Il serial è stato il primo a presentare un riepilogo dei capitoli precedenti in modo visivo piuttosto che attraverso una sinossi scritta. Consapevole che il pubblico avrebbe potuto non avere familiarità con la storia presentata in questo serial, il regista Harry Revier introdusse un sunto visivo delle puntate precedenti all'inizio di ogni nuovo capitolo. Il riepilogo visivo è diventato da allora una caratteristica comune dei serial cinematografici.

## Trama
Tarzan e Jane hanno abbandonato l'Africa, si sono sposati ed hanno ripreso il loro status sociale a Londra come Lord e Lady Greystoke. Dalla loro unione è nato Jack. Il ragazzo crescendo sente emergere irrefrenabile dentro di sé il richiamo della giungla, con grande preoccupazione dei propri genitori che gli hanno tenuto nascosto il loro passato.
Rapito e portato in Africa dal vecchio nemico di Tarzan, Paulovich, Jack riesce a fuggire e a rifugiarsi nella giungla accompagnato da "Ajax", una scimmia il cui vero nome è Akut e che era stato un amico d'infanzia di suo padre. A Jack viene dato dalla scimmie il nome Korak, che nella loro lingua significa "cacciatore".
Korak salva Meriem, una giovane ragazzina francese, che era stata fatta prigioniera da mercanti di schiavi arabi. Insieme crescono nella giungla, diventano adulti, ripercorrendo la vicenda già vissuta da Tarzan e Jane. Alla fine, dopo innumerevoli avventure e colpi di scena, Korak e Meriem saranno riuniti ai loro genitori.